# Centro de Lingüística Aplicada de Santiago de Cuba
El Centro de Lingüística Aplicada o CLA es un centro de investigación de Santiago de Cuba, perteneciente al Ministerio de Ciencia, Tecnología y Medio Ambiente, que investiga en el área de la lingüística aplicada.
Desde abril del 2024 esta institución se denomina Centro de Lingüística Aplicada "Vitelio Ruiz Hernández - Eloína Miyares Bermúdez" en honor al aporte realizado a la Lingüística en Cuba por sus padres fundadores. https://www.acn.cu/cuba/nuevo-nombre-sueno-cumplido-del-centro-de-lingueistica-aplicada

## Objetivos
El centro desarrolla investigaciones lingüísticas sobre el español de Cuba y presta servicios en esa especialidad. Su objetivo principal es contribuir al desarrollo de la cultura lingüística, a través de investigaciones aplicadas.

## Historia
Los doctores Vitelio Ruiz Hernández y Eloína Miyares Bermúdez crearon una metodología para que maestros y alumnos mejoraran su pronunciación y ortografía. En 1971 fundaron el Centro CLA en Santiago de Cuba.  que logró consolidarse en el año 2000 gracias a los resultados científicos alcanzados. Se constituyó formalmente como Centro de Lingüística Aplicada, dependiente de la Delegación Territorial del Ministerio de Ciencia, Tecnología y Medio Ambiente de Santiago (CITMA) mediante la Resolución 86/2000.
Desde el año 2002, el CLA organiza anualmente el Simposio Internacional de Comunicación Social (http://www.cla.cu/simposio/index.php#simposios Archivado el 23 de abril de 2019 en Wayback Machine.), que reúne en Santiago a expertos en lexicografía y lingüística computacional.

## Investigación y aportaciones
Las aportaciones más destacadas del Centro son:
- Elaboración de diccionarios
  - Diccionario Básico Escolar Cubano (DBE) (https://ixa2.si.ehu.eus/dbe/index.html)
  - Diccionario escolar ilustrado
  - Diccionario Ortográfico del Español
  - Vocabulario inverso y anagramas del español
  - Diccionario escolar del español caribeño
- Ayudas pedagógicas para el desarrollo de la competencia lingüística del alumnado
  - Crear metodologías para mejorar la expresividad oral y escrita del alumnado escolar cubano.
  - Vacuna ortográfica VAL-CUBA, investigación lapsogramática de primer orden.Ortografía integral (para alumnado de secundaria básica)[9]
  - Léxico activo funcional del escolar cubano[10]
  - Nuevo enfoque para el diagnóstico del desarrollo léxico del alumnado de Educación Primaria
  - Desarrollo léxico en el alumnado de primaria. Ejercicios para su perfeccionamiento
- Estudios lingüísticos sobre el español cubano 
  - Estudio sincrónico del lenguaje de Santiago de Cuba a nivel fonológico y fonético.
  - El consonantismo cubano, sobre todo a través del análisis acústico del lenguaje de diversos locutores de radio y televisión.
- Cursos de español para extranjeros

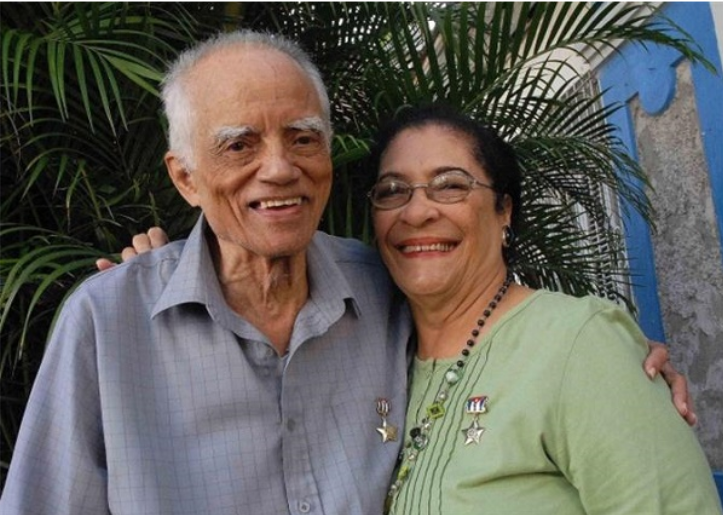
Vitelio Ruiz Hernández y Eloína Miyares
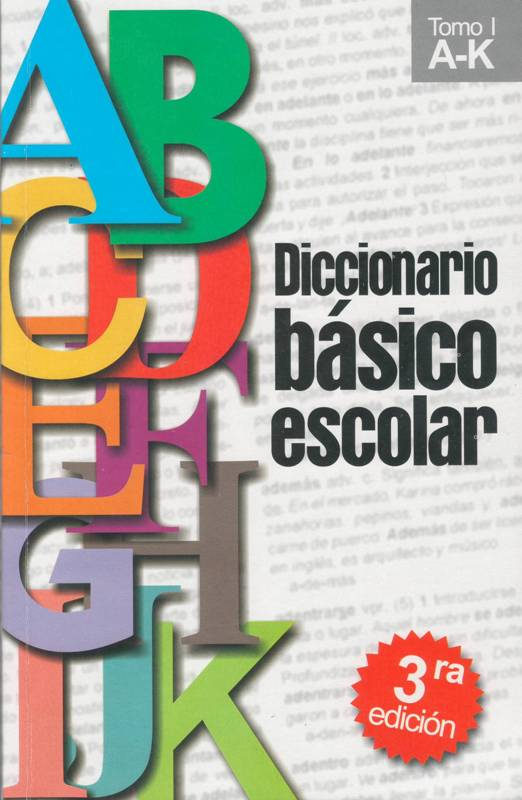
Portada del diccionario
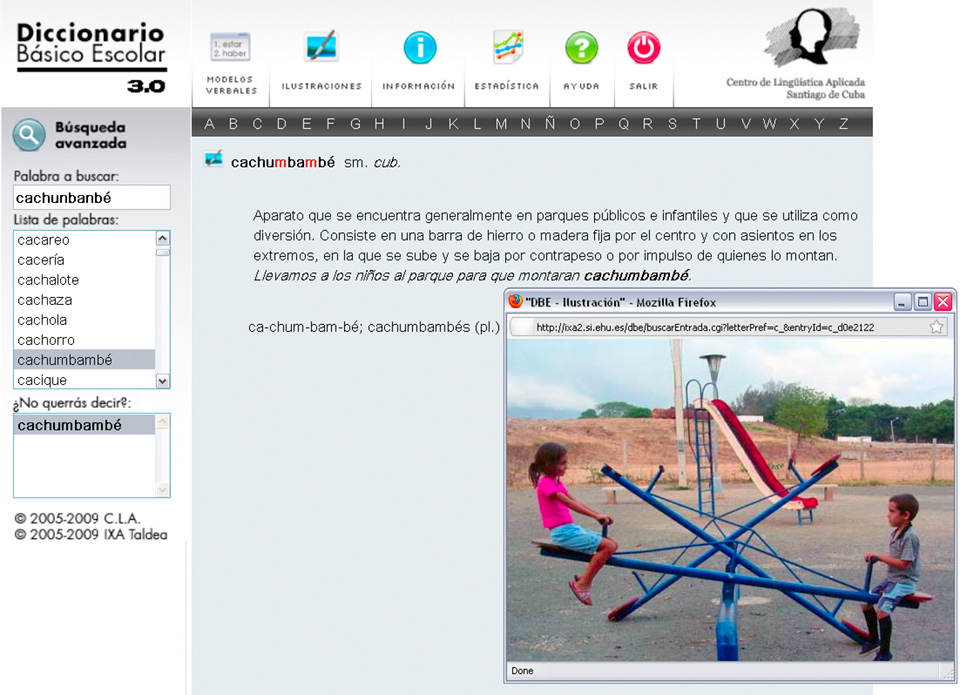
Un ejemplo en la versión Internet (Cachumbambé)

### Colaboración con la Universidad del País Vasco
El grupo IXA de la Universidad del País Vasco colabora con el centro de investigación CLA desde el año 2001. Dentro de esa colaboración ha surgido, por ejemplo, el Diccionario Básico Escolar Cubano (DBE) (https://ixa2.si.ehu.eus/dbe/index.html), un diccionario digital y en papel. Dentro de esta colaboración, en la primera versión que se creó a principios de siglo, se adoptó un diseño informático avanzado para el diccionario: está codificado en el lenguaje XML y para la edición de los diccionarios se utiliza un entorno denominado leXkit, desarrollado en el grupo Ixa. Posteriormente se han publicado cuatro ediciones del diccionario (2005, 2008, 2009, 2013-2015), en papel y en digital. Los creadores del diccionario fueron los lingüistas Eloína Miyares Bermúdez y Vitelio Ruiz Hernández. A lo largo de los años el diccionario ha tenido una gran difusión en las escuelas cubanas. Hasta el año 2023 el número total de ejemplares vendidos en papel era superior a 300.000, y 1100 CD para versión electrónica.
En 2023 la administración cubana concedió la Orden "Carlos J. Finlay" al profesor de la Universidad del País Vasco Xabier Artola. Es la máxima condecoración que se concede a los científicos nacionales y extranjeros en Cuba. Artola fue homenajeado por sus 20 años de fructífera colaboración científica con el CLA.